# Mutlu, Hüyük
Mutlu là một thị trấn thuộc huyện Hüyük, tỉnh Konya, Thổ Nhĩ Kỳ. Dân số thời điểm năm 2011 là 841 người.